# Leptospermum scoparium
Leptospermum scoparium är en myrtenväxtart som beskrevs av Johann Reinhold Forster och Johann Georg Adam Forster..
Leptospermum scoparium ingår i släktet Leptospermum och familjen myrtenväxter. Inga underarter finns listade i Catalogue of Life.

## Bildgalleri

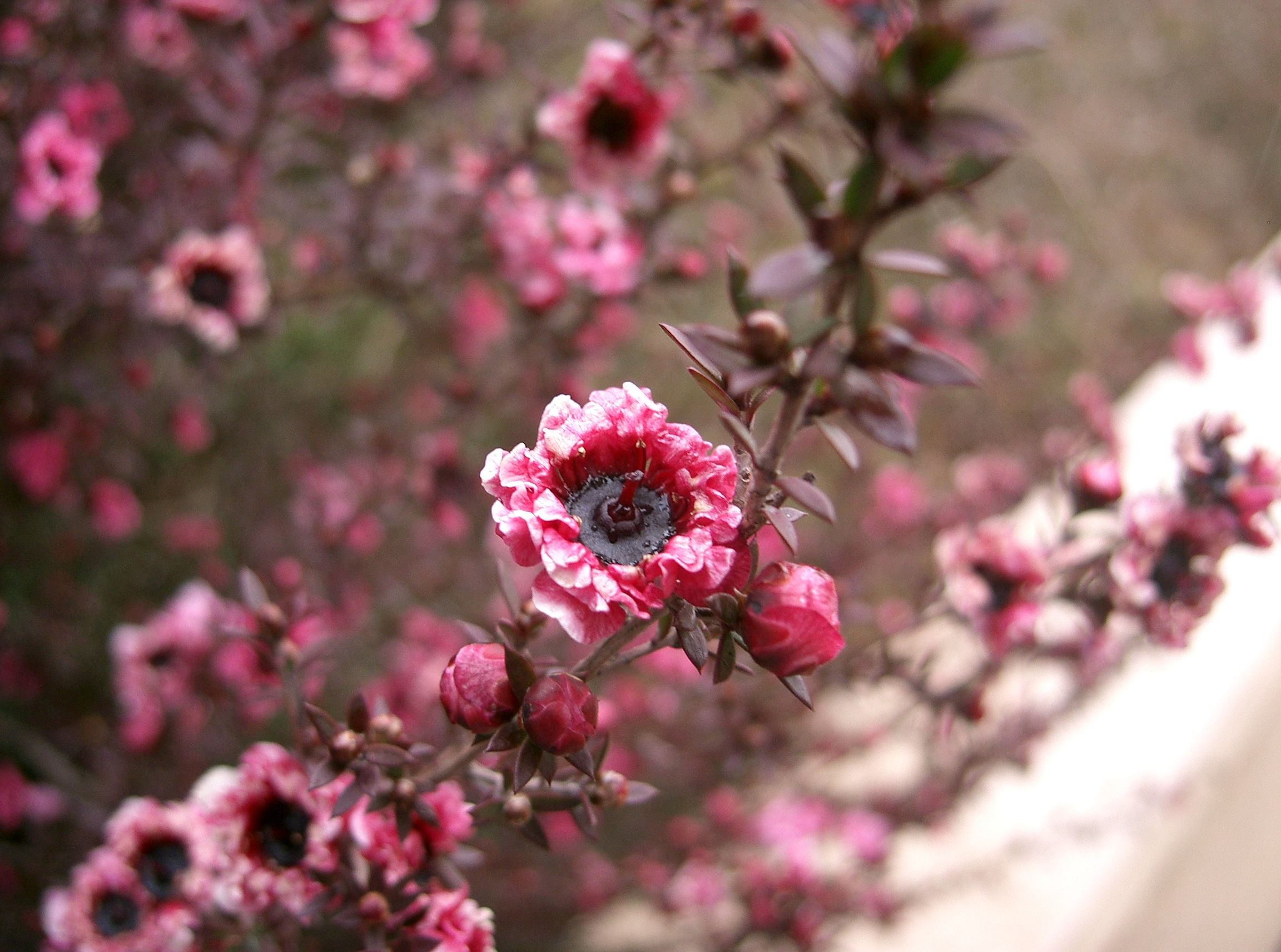
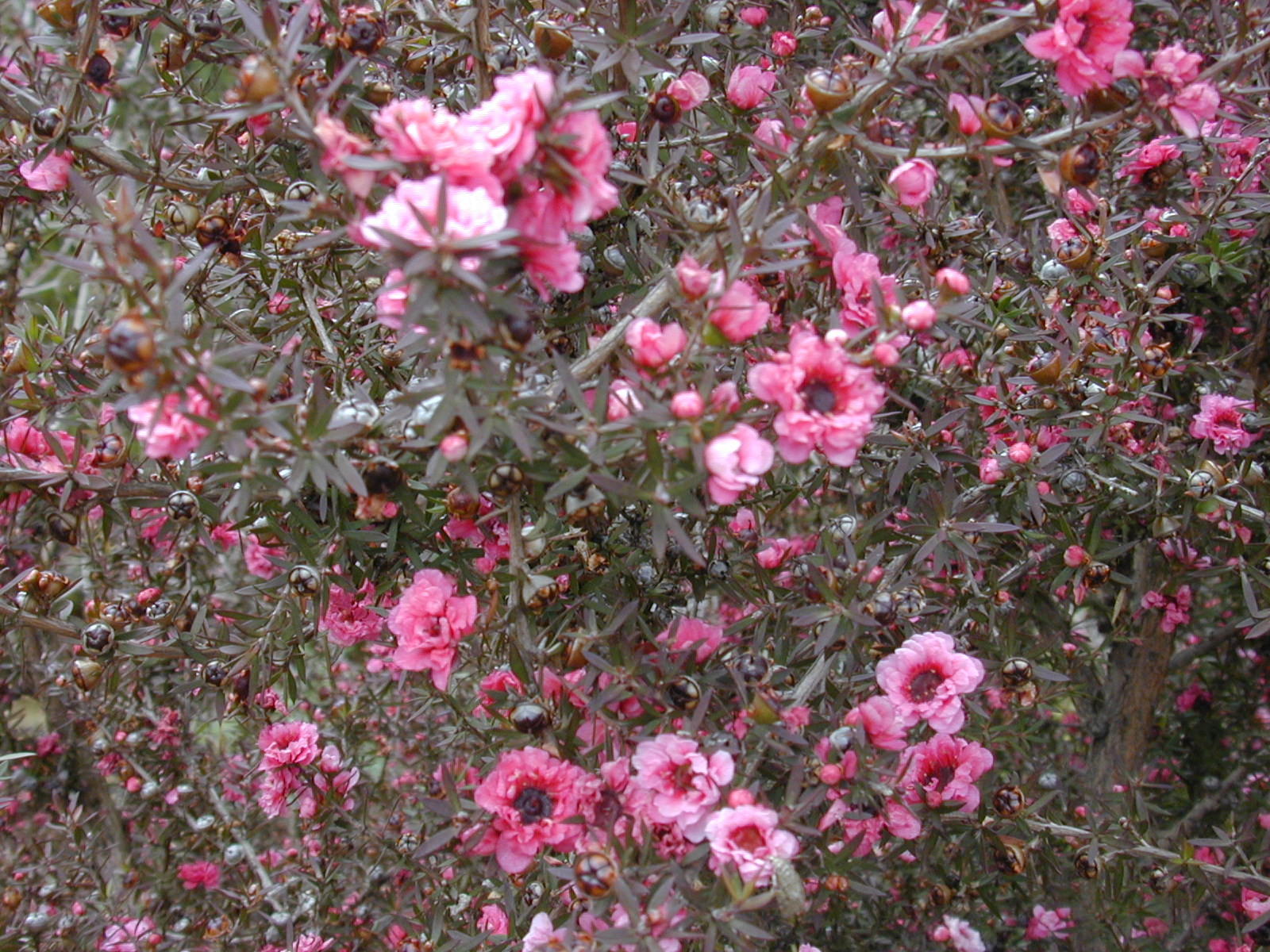
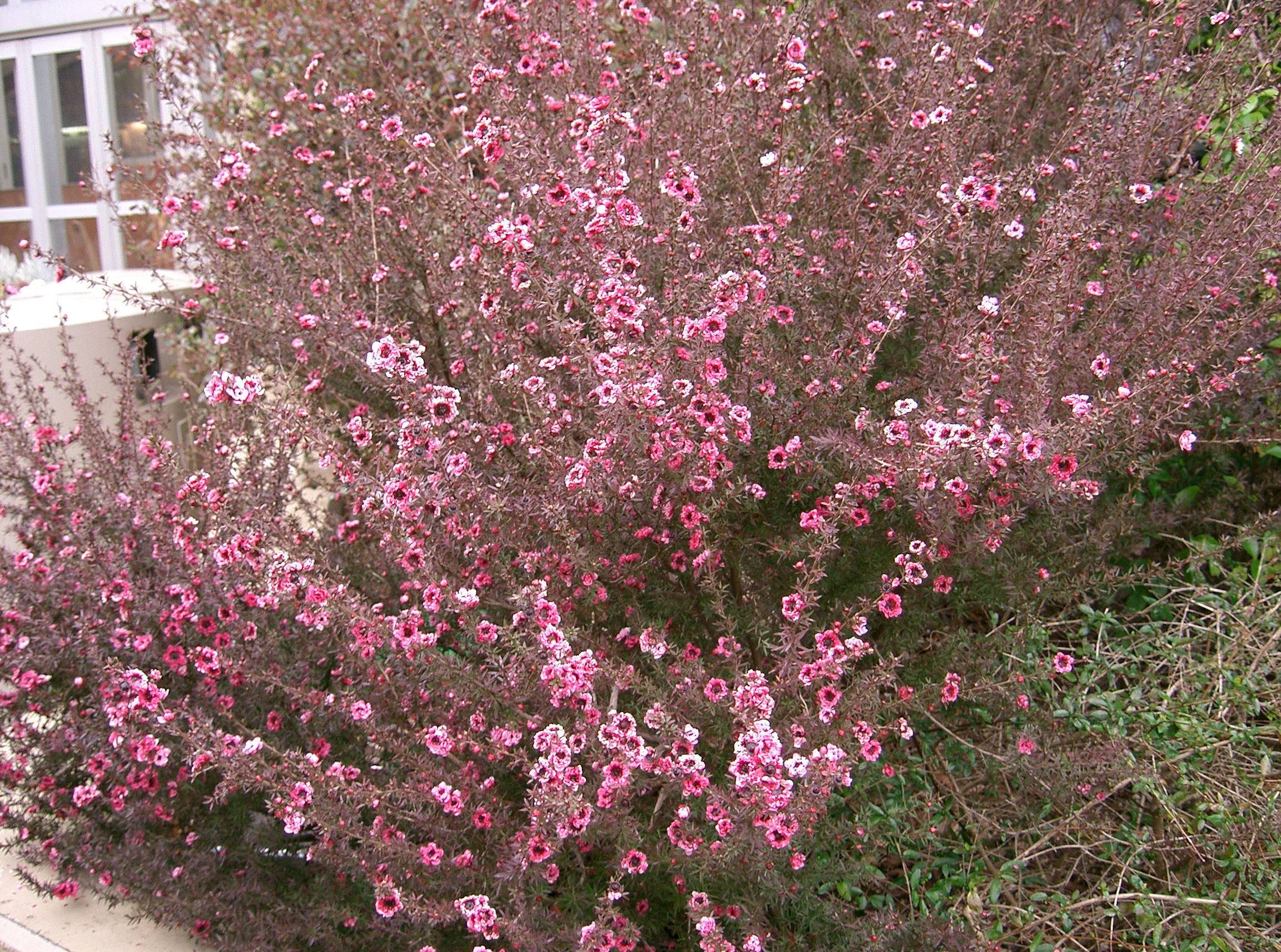
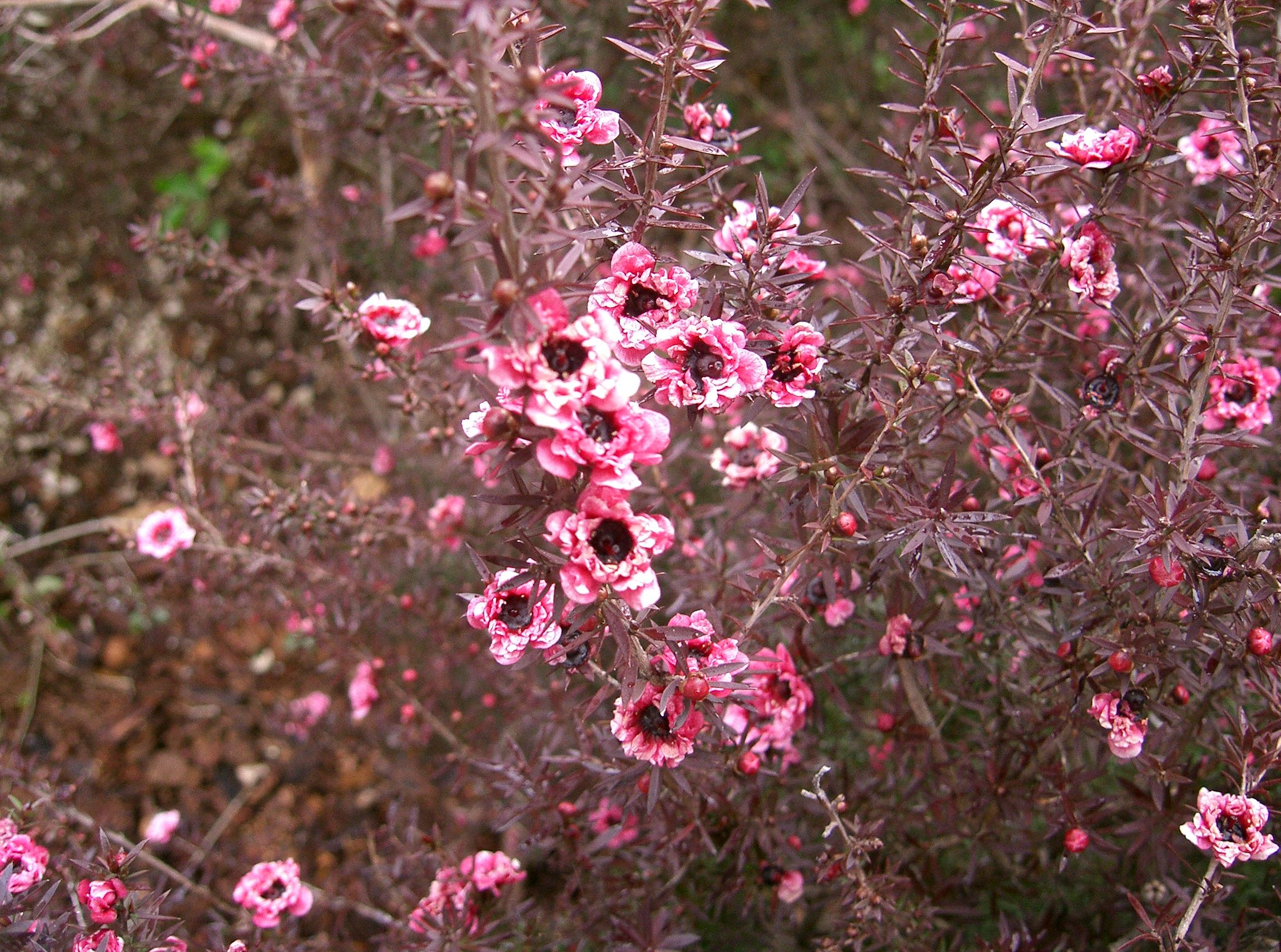
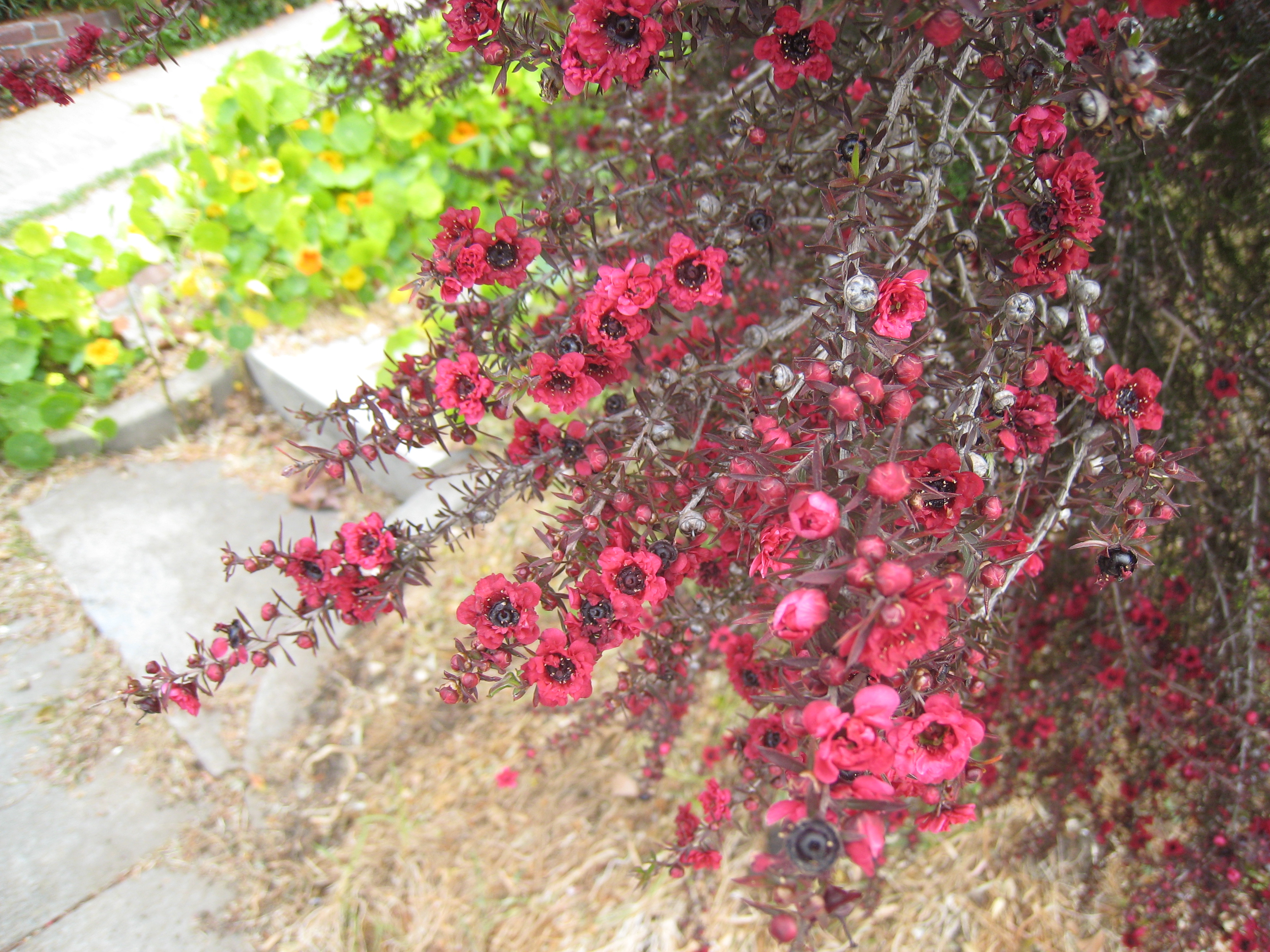
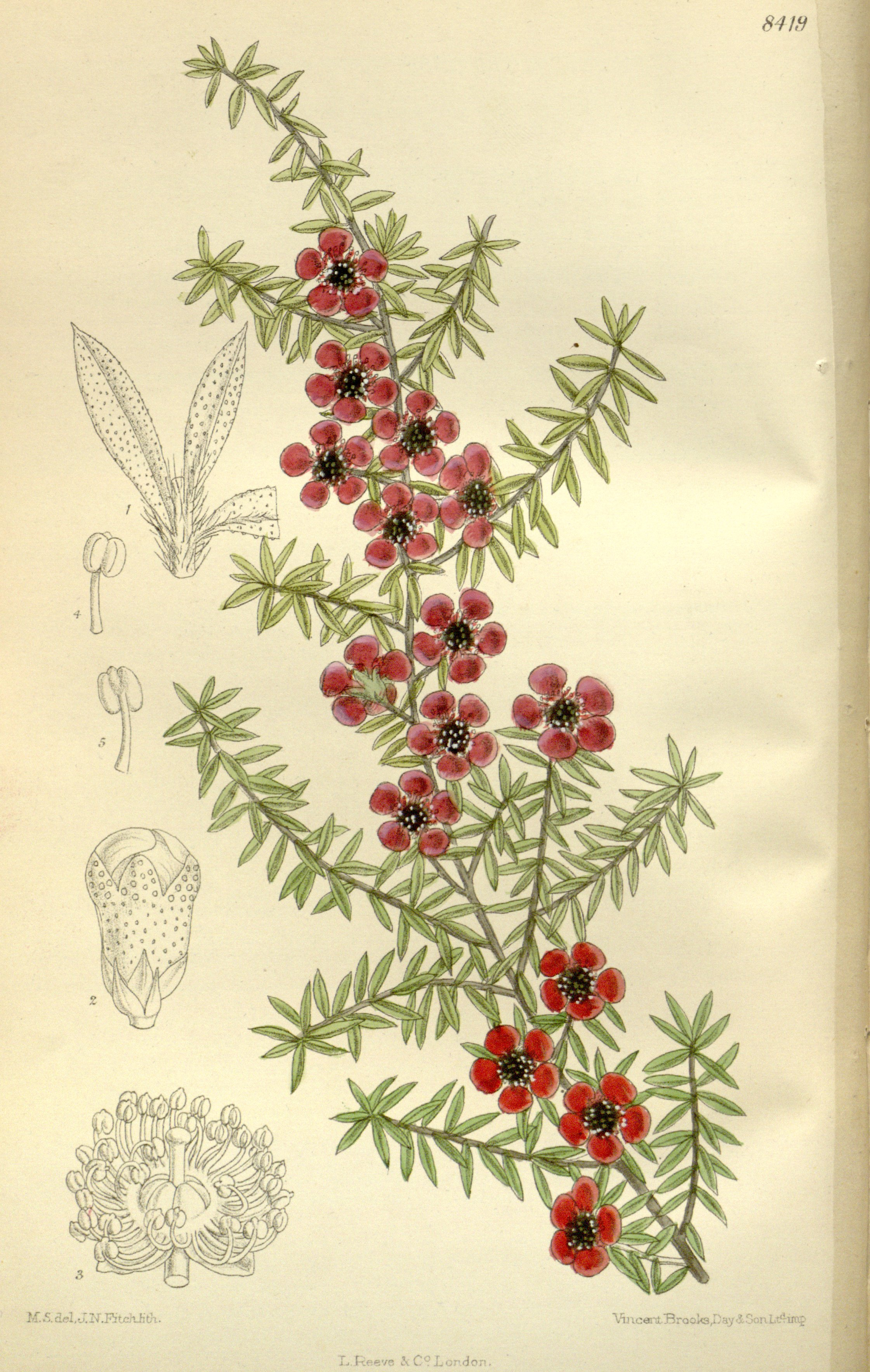